# Julija Ivanovna Prušakevič
Julija Ivanovna Prušakevič, in russo Юлия Ивановна Прушакевич? (Arcangelo, 1848 – San Pietroburgo, 19 maggio 1885), è stata una rivoluzionaria russa.

## Biografia
Ricevette un'istruzione in casa, ad Arcangelo e, nel 1873, si trasferì a Mosca, unendosi a un gruppo di čajkovcy che stampavano nella tipografia clandestina di Ippolit Myškin libri proibiti dal regime, confezionati poi in un laboratorio allestito a Saratov da Porfirij Vojnaral'skij. A Saratov lavorò Julija Ivanovna con la sorella Elena e qui furono entrambe arrestate il 31 maggio 1874 quando la polizia effettuò una perquisizione.
Il 2 maggio 1875 fu trasferita nella fortezza di Pietro e Paolo di Pietroburgo, da cui uscì su cauzione. Approfittò della libertà provvisoria per fuggire, il 13 dicembre 1876, in Svizzera con il marito, lo studente in medicina Aleksandr Semënov. Quando, nel settembre del 1878 decisero di tornare in Russia, Julija fu arrestata. Detenuta a Pietroburgo, a causa delle sue cattive condizioni di salute, in dicembre fu inviata al confino nell'oblast' di Vologda.
Il 12 gennaio 1879 era a Grjazovec, poi a Kadnikov. Nell'aprile del 1880, su richiesta del marito, ottenne di vivere sotto sorveglianza a Pietroburgo. Qui morì di tubercolosi il 19 maggio 1885.